# Asio (género)
Asio es un género de aves estrigiformes perteneciente a la familia Strigidae. Agrupa especies que se distribuyen por todos los continentes excepto Antártica y Australia. Asio flammeus es una de las especies de aves más expandidas, ya que cría en Europa, Asia, Norte y Sudamérica, las Antillas, Hawái y las Islas Galápagos. A sus miembros se les conoce por el nombre popular de búhos y también lechuzas, lechuzones o cárabos.

## Características
El género Asio contiene los búhos orejados, que son caracterizados por el mechón de plumas con apariencia de orejas o cuernecitos en la cabeza. Estos son búhos de talla media, 30 a 46 cm de longitud, y de alas largas, con 80 a 103 cm de envergadura. Tienen un disco facial característico.
Las dos especies norteñas son parcialmente migratorias, moviéndose hacia el sur en invierno desde las parte más norteñas de su rango, o vagando de forma nómada en los años pobres en ratones de prados (Microtus Cricetidae) en busca de mejores fuentes de alimento. Los búhos Asio tropicales son mayormente sedentarios.
Los búho Asio son principalmente nocturnos, pero Asio flammeus es también crepuscular. La mayoría de las especies anidan en el suelo, pero Asio otus anida en los nidos abandonados por cornejas, cuervos o urracas (familia Corvidae) o varios halcones, hechos de ramas.
Estos búhos cazan en campos abiertos o pastizales, apresando principalmente roedores, otros mamíferos pequeños y algunas aves.

## Lista de especies
Según la clasificación del Congreso Ornitológico Internacional (IOC) (Versión 5.3, 2015) y Clements Checklist 6.9, agrupa a las seis especies siguientes:
- Asio abyssinicus (Guerin-Meneville, 1843) - búho abisinio;
- Asio capensis (Smith,A, 1834) - búho moro o lechuza mora;
- Asio flammeus (Pontoppidan, 1763) - búho campestre o lechuza campestre;
- Asio madagascariensis (Smith,A, 1834) - búho malgache;
- Asio otus (Linnaeus, 1758) - búho chico;
- Asio stygius (Wagler, 1832) - búho negruzco.

Además, podría incluirse a:
- Asio clamator o Pseudoscops clamator (Vieillot, 1808) - búho gritón.

## Taxonomía
La especie A. clamator es a menudo ubicada en Pseudoscops o Rhinoptynx;  datos genéticos de Wink et al. 2008 indican que esta especie podría ser hermana de Asio otus, y que ambas, a su vez son hermanas de A. flammeus y A. capensis. El South American Classification Committee (SACC) precisa urgentemente de una propuesta para validar la inclusión en Asio. Tanto el IOC como Clements continúan considerando este taxón como Pseudoscops clamator.

## Registros fósiles
Dos especies fósiles se reconocen actualmente:
- Asio brevipes, (Plioceno Tardío de Glenns Ferry en Hagerman, Estados Unidos)
- Asio priscus, (Plioceno Tardío de Isla Santa Rosa, Estados Unidos)

La supuesta "Asio" henrici del Eoceno Tardío, Oligoceno temprano ha sido reconocida como miembro del género fósil Selenornis de las Tytonidae. "Asio" pygmaeus no puede ser asignado a un género sin volver a estudiar el material. "Asio" collongensis (del Mioceno Medio de Vieux-Collonges, Francia) se ubica ahora en el género Alasio (Mlíkovský, 2002).